# أليكسي فيليببوف
أليكسي فيليببوف (بالروسية: Филиппов, Алексей Александрович)‏ هو لاعب كرة قدم روسي في مركز الدفاع، ولد في 2 مارس 1975 في مايكوب في روسيا. لعب مع FC Druzhba Maykop ‏.